# 沖縄刑務所八重山刑務支所
沖縄刑務所八重山刑務支所（おきなわけいむしょやえやまけいむししょ）は、法務省矯正局の福岡矯正管区に属する刑務所。

## 所在地
- 沖縄県石垣市真栄里412

## 収容定員
- 16人

## 外観・設備
- 代用少年鑑別所を備えている。